# 君が笑うとき君の胸が痛まないように
『君が笑うとき君の胸が痛まないように』（きみがわらうとききみのむねがいたまないように）は、日本の男性シンガーソングライター・槇原敬之のデビュースタジオ・アルバム。1990年10月25日WEA MUSIC（後にワーナーミュージック・ジャパンに併合）から発売。

## 解説
デビューシングル「NG」と同時発売。ジャケットは、切り絵のデザイン。
デザイン及びアートワークは、コンテムポラリー・プロダクション信藤三雄。
初回盤は紙質が異なる（ツルツルした紙ではなく、切り絵を生かした少々ザラザラとした厚めの紙）ため、ジュエルケースも厚さが異なる。
1992年にセルフカバーしたシングル『北風 〜君にとどきますように〜』の原曲、『北風』、1998年発表のベストアルバム『SMILING3 〜THE BEST OF NORIYUKI MAKIHARA〜』にのみ収録されたCLOSE TO YOU ('98 English Version)」と「DANCING IN THE RAIN('98 English Version)」のオリジナル・バージョン収録。
シングル『北風 〜君にとどきますように〜』の発売に際して、1992年11月28日にカセットテープ盤が発売されている。(規格品番:WMT3-1)
1998年11月26日に初回生産限定・紙ジャケット仕様で再リリース。
2012年11月14日にリマスターされ再リリース。こちらは9月に発売されたアルバムボックスセット『EARLY 7 ALBUMS』の単独発売盤である。
2024年10月23日に槇原のデビュー35周年を記念し、ワーナーから発売されたアルバムをアナログ化するプロジェクト「35th ANNIVERSARY ANALOG PROJECT」にて初LP化。収録音源は2012年リマスター盤。

## 収録曲
全曲 作詞・作曲：槇原敬之、編曲：西平彰・槇原敬之
1. ANSWER
2. RAIN DANCE MUSIC
「NG」のカップリング曲。
3. 80km/hの気持ち
4. 12月の魔法
5. 桜坂
6. CLOSE TO YOU
7. NG
8. FISH
9. 君を抱いたら
10. 北風

## アナログ盤収録曲
全曲 作詞・作曲：槇原敬之、編曲：西平彰・槇原敬之
1. ANSWER（2012 Remastered）
2. RAIN DANCE MUSIC（2012 Remastered）
3. 80km/hの気持ち（2012 Remastered）
4. 12月の魔法（2012 Remastered）
5. 桜坂（2012 Remastered）
6. CLOSE TO YOU（2012 Remastered）
7. NG（2012 Remastered）
8. FISH（2012 Remastered）
9. 君を抱いたら（2012 Remastered）
10. 北風（2012 Remastered）

アナログ盤限定ボーナストラック
1. NG（10.Y.O Verison）
2. ANSWER（10.Y.O Verison）